# Runenwacht
Runenwacht ist eine deutsche Pagan-Metal-Band aus Esslingen.

## Geschichte
Gegründet wurde Runenwacht im Jahr 2011 von Rex und Wulfgar; nach eigenen Angaben entstand die Idee zur Bandbegründung wie auch für den Namen aus einer Bierlaune. Nach etwa einem Jahr waren die Lieder für die EP „Schrei des Hasses“ fertig geschrieben. Aufgrund nicht zufriedenstellender Vertragsangebote entschloss man sich, diese in Eigenproduktion aufzunehmen und in Eigenvertrieb zu veröffentlichen. Da aufgrund der bisherigen Zusammensetzung der Band Konzerte nicht realisierbar waren, wurde nach Veröffentlichung der EP nach einem Schlagzeuger sowie Bassisten gesucht. Sturmkaiser war zu diesem Zeitpunkt bereits ein guter Bekannter von Rex, indes bereits in diverse andere Projekte eingebunden. Auf den Bassisten Os traf man ebenfalls im Jahre 2013 zufällig in einer Kneipe in Esslingen, und nach gemeinsamen Proben beschloss man die Zusammenarbeit.
Die Lieder, welche auf dem Debütalbum „Support your Local Underground“ erschienen, waren von Rex bereits zum Großteil im Jahre 2012 geschrieben worden. Zeitgleich gab es erste Konzerte von Runenwacht im Stuttgarter Raum. Im Jahr 2014 wurde das Album in den Blasphemy Halls eingespielt und anfangs erneut durch Eigenproduktion veröffentlicht. Allerdings fand sich kurz nach Veröffentlichung mit dem Frankenberger Musiklabel Wolfmond Production ein Vertragspartner.

## Diskografie
- 2013: Schrei des Hasses (CD, EP, Eigenvertrieb)
- 2014: Support Your Local Underground (CD, Album, Wolfmond Production)
- 2015: Des Goden Werk (CD, Album, Wolfmond Production)
- 2017: Machtergreifung (CD, Album, Northern Fog Records)
- 2018: Blutrecht (CD, Album, Northern Fog Records)
- 2019: Gjallar erschallt (CD, Album, Northern Fog Records)
- 2020: Blutpakt (CD, Split-Album mit Bluteck und Schattenfang, Northern Fog Records)
- 2021: Krieg nährt Krieg (CD, Album, Northern Fog Records)
- 2021: Never Surrender, Never Give Up – Ten Years of German Black Metal (CD, Kompilation, Northern Fog Records)
- 2023: Derer von Württemberg (CD, Album, Northern Fog Records)

 Beiträge auf Kompilationen (Auswahl):
- 2016: Goldner Hirsch und Goldner Löwe auf MondscheinMassaker Volume 1 (CD, Wolfmond Production)
- 2016: Eberkopf auf Pest Logos Compilation (CD/CD+2xMC, Schwarz Klang Produktionen)
- 2017: Black Metal Germania auf Black Metal Germania – Gemeinschaftstonträger (CD; Black Metal Germania)
- 2017: Blutiger Vollmond auf Painfull Pleassures (CD, The Pain Fucktory Records)
- 2018: Der König von Thule auf Night of Black Metal (CD, Northern Fog Records)